# Jenny Shircore
Jenny Shircore é um maquiador britânico. Venceu o Oscar de melhor maquiagem e penteados na edição de 1999 por Elizabeth.